# Numipedia subterranea
Numipedia subterranea is een hooiwagen uit de familie Assamiidae.